# Toxomerus croesus
Toxomerus croesus är en tvåvingeart som först beskrevs av Hull 1940.  Toxomerus croesus ingår i släktet Toxomerus och familjen blomflugor. Inga underarter finns listade i Catalogue of Life.